# Shinya Kato
Shinya Kato (加藤 慎也 Katō Shinya?, nacido el 19 de septiembre de 1980 en Kashima, Ibaraki) es un exfutbolista japonés. Jugaba de guardameta y su último club fue el AC Nagano Parceiro de Japón.

## Trayectoria

### Clubes
| Club                | País  | Año         |
| ------------------- | ----- | ----------- |
| Kashima Antlers     | Japón | 1999 - 2003 |
| JEF United Ichihara | Japón | 2002        |
| Yokohama F. Marinos | Japón | 2002        |
| Kashiwa Reysol      | Japón | 2005 - 2009 |
| Ehime FC            | Japón | 2009        |
| Ventforet Kofu      | Japón | 2010        |
| AC Nagano Parceiro  | Japón | 2011        |

## Palmarés

### Títulos nacionales
| Título             | Club            | País  | Año  |
| ------------------ | --------------- | ----- | ---- |
| Copa J. League     | Kashima Antlers | Japón | 2000 |
| J1 League          | Kashima Antlers | Japón | 2000 |
| Copa del Emperador | Kashima Antlers | Japón | 2000 |
| J1 League          | Kashima Antlers | Japón | 2001 |